# 安热莉卡·萨夫拉尤克
安热莉卡·萨夫拉尤克（烏克蘭語：Анжеліка Савраюк，羅馬化：Anzhelika Savrayuk，1989年8月23日—），意大利烏克蘭裔艺术体操运动员。她曾代表意大利获得2012年夏季奥运会体操比赛女子团体全能铜牌。她也参加了2008年夏季奥运会。